# Scrub Island
Scrub Island is een onbewoond privé-eiland in de Caribische Zee dat deel uitmaakt van de Britse overzeese gebieden. Het ligt ten ongeveer 500 meter ten oosten van Anguilla. Het strand is openbaar, maar de rest van het eiland is privébezit.

## Overzicht
Scrub Island heeft een witzandstrand met rustig water aan de westkust. Het eiland is heuvelachtig en dicht begroeid met struikgewas. Het wordt niet door mensen bewoond, maar er zijn veel geiten aanwezig. Het eiland wordt ook gebruikt door roodsnavelkeerkringvogels, lachmeeuwen, en Dougalls sternen, en is in 2013 aangemerkt als Important Bird Area.
In de jaren 1980 was geprobeerd om een toeristenresort aan te leggen op het eiland. Aan de oostkust bevindt zich een onafgemaakt hotel met bungalows, en er is een landingsstrook in het midden van het eiland. Door de orkanen zijn de gebouwen zwaar beschadigd. Op het eiland bevindt zich ook het wrak van een drugsvliegtuig. De piloot overleefde de crash, en kwam in de gevangenis terecht. In 2012 werd een memorandum van overeenstemming getekend tussen de eigenaars, de overheid en een projectontwikkelaar, maar heeft anno 2022 niet geleid tot concrete plannen.
De zee rond Scrub Island is tot 90 meter diep, en bevat koraalriffen, hoge klippen, natuurlijke bruggen, en onderzeese grotten. Het water is zeer geschikt voor snorkelen en duiken.

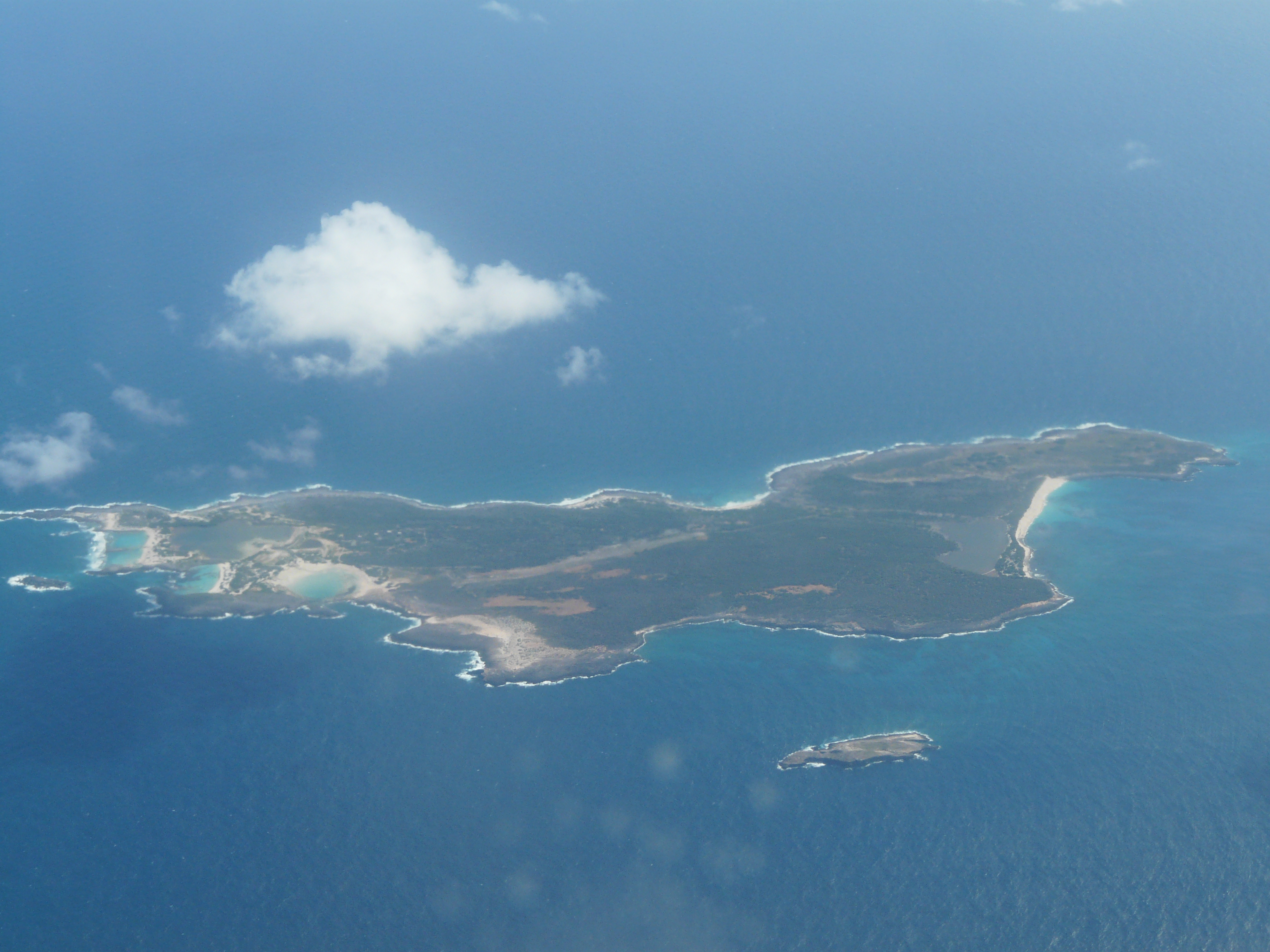
Luchtfoto van Scrub Island

Anguilla · Prickly Pear Cays · Sandy Island · Scrub Island · Sombrero